# Lucilio Vanini

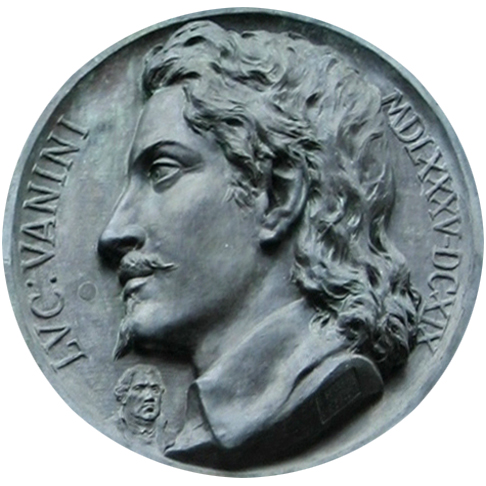
Profilporträtt av Lucilio Vanini.

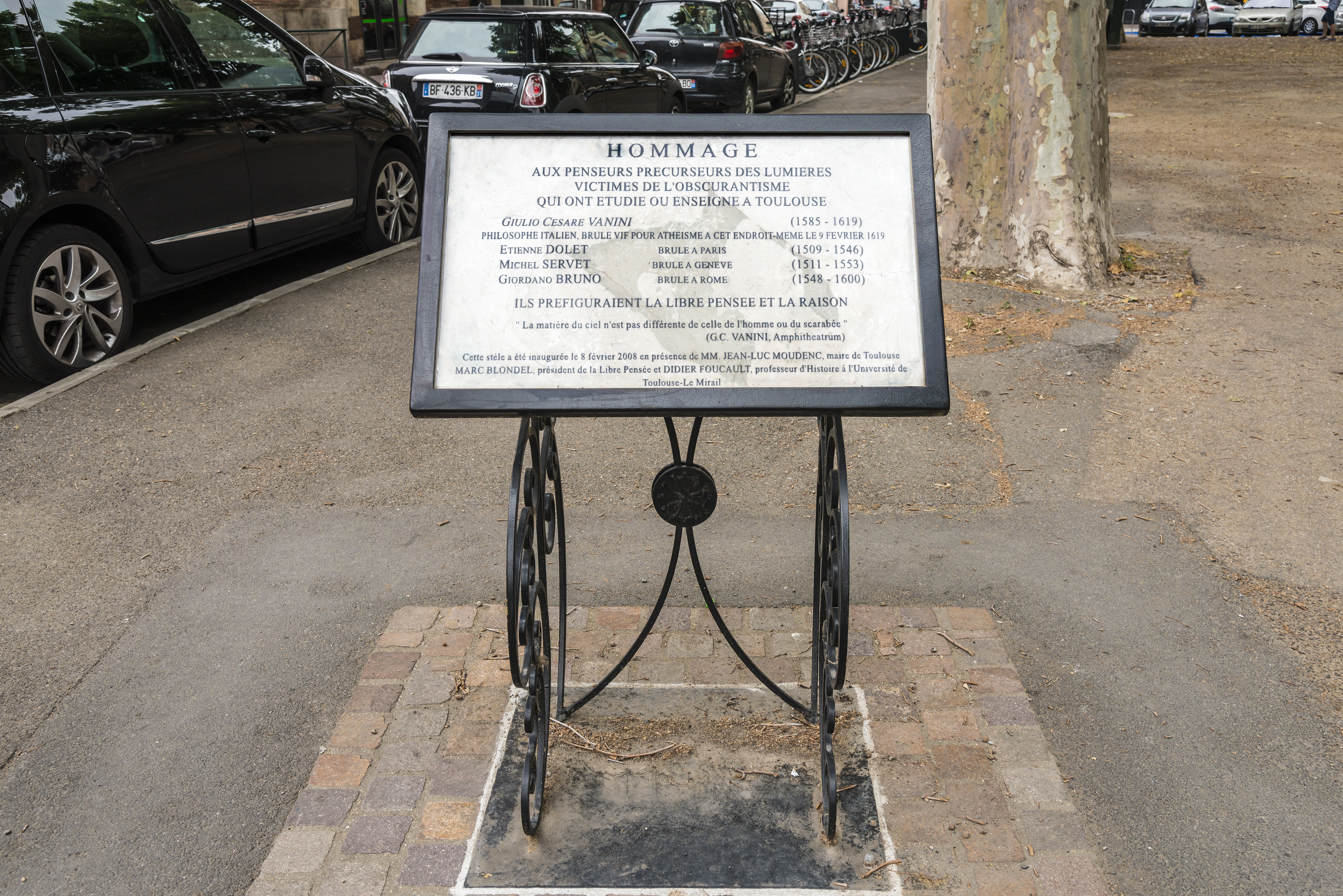
Hyllning till Giulio Cesare Vanini på platsen för hans död.

Lucilio Vanini, född 1585 i italienska Taurisano i närheten av Lecce, död 9 februari 1619 i franska Toulouse, var en italiensk filosof och teolog.
Lucilio Vanini tillhörde renässansfilosofins aristoteliska riktning. Han författade det skenbart ortodoxa arbetet Amphitheatrum aeternae Providentiae divino-magicum (1615) och De admirandis naturae, reginae, deaeque mortalium, arcanis (1616), vilka består av sextio dialoger. I dessa förkunnar Vanini en panteism som närmar sig ateism och en – enligt dåtida normer – osedligt libertinsk och sensualistisk etik. Upphovsmannen rådbråkades av dessa skäl och brändes slutligen levande på bål 34 år gammal, dömd som kättare av inkvisitionen. 